# 秋田県道168号象潟停車場線
秋田県道168号象潟停車場線（あきたけんどう168ごう きさかたていしゃじょうせん）は、秋田県にかほ市を通る一般県道である。

## 概要
にかほ市象潟町字家ノ越にあるJR東日本羽越本線 象潟駅から国道7号交点に至る超短距離の路線である。

### 路線データ
- 総延長 : 117 m[2]
- 実延長 : 117 m[2]
- 起点 : 秋田県にかほ市象潟町字家ノ後60番8地先（象潟駅）[3]北緯39度12分25.8秒 東経139度54分6.45秒
- 終点 : 秋田県にかほ市象潟町字家ノ後24番10地先（象潟駅前交差点、国道7号交点）[3]北緯39度12分25.47秒 東経139度54分0.88秒
- 未供用区間 : なし[2]

## 歴史
- 1959年（昭和34年）2月17日 - 秋田県道に認定される[3]。

## 路線状況

### 冬期閉鎖区間
- なし[4]

### 交通不能区間
- なし[5]

## 地理

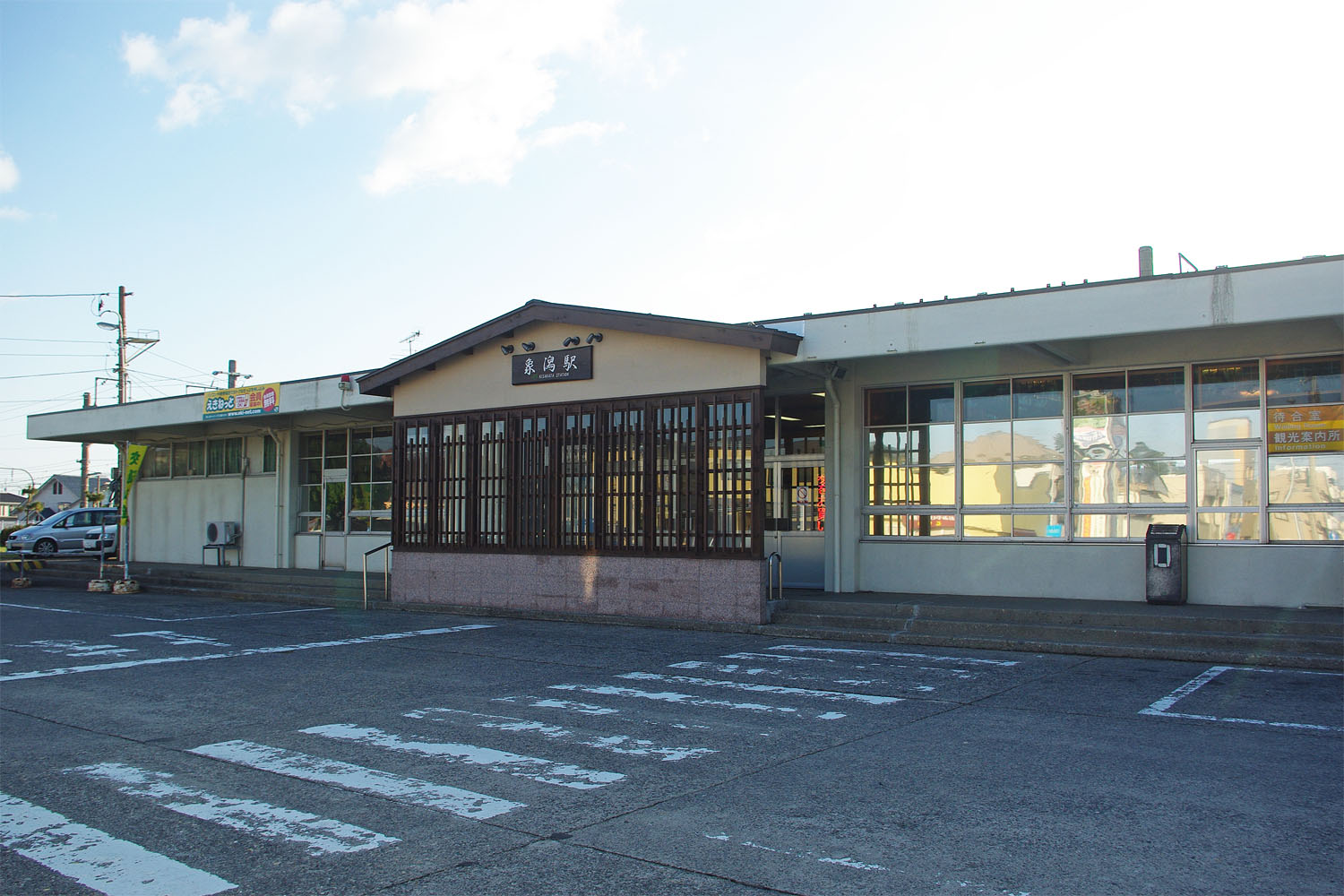
起点・象潟駅

### 交差する道路
| 施設名         | 接続路線名 | 備考 | 所在地                 |
| -------------- | ---------- | ---- | ---------------------- |
| 〈象潟駅〉     |            | 起点 | にかほ市象潟町字家ノ後 |
| 象潟駅前交差点 | 国道7号    | 終点 | にかほ市象潟町字家ノ後 |

### 沿線の施設
- JR東日本羽越本線 象潟駅
- 象潟合同タクシー